# Лассе Крістенсен
Лассе Крістенсен (дан. Lasse Christensen, нар. 15 серпня 1994, Есб'єрг) — данський футболіст, півзахисник клубу «Брондбю».

## Клубна кар'єра
Народився 15 серпня 1994 року в місті Есб'єрг. Розпочав займатись футболом на батькывщины у клубах «Есб'єрг» та «Мідтьюлланн», проте у січні 2012 року перебрався до Англії, приєднавшись до академії «Фулгема». 
4 січня 2014 року у матчі Кубка Англії проти «Норвіч Сіті» Крістенсен дебютував за першу команду «Фулгема». 16 серпня в поєдинку проти «Міллволла» Лассе дебютував у Чемпіоншипі. 1 жовтня в поєдинку проти «Болтон Вондерерз» він забив свій перший гол за «дачників».

## Виступи за збірні
2009 року дебютував у складі юнацької збірної Данії, разом з якою був учасником юнацького чемпіонату світу 2010 року, де зіграв у всіх трьох матчах, але данці не змогли вийти з групи. Всього взяв участь у 52 іграх на юнацькому рівні, відзначившись 2 забитими голами.
З 2013 року залучався до складу молодіжної збірної Данії, ставши півфіналістом молодіжного чемпіонату Європи 2015 року, що дозволило данцям кваліфікуватись на футбольний турнір Олімпійських ігор. Загалом на молодіжному рівні зіграв у 18 офіційних матчах, забив 5 голів.
2016 року захищав кольори олімпійської збірної Данії на Олімпійських іграх 2016 року у Ріо-де-Жанейро.

## Титули і досягнення
- Володар Кубка Данії (1):

«Брондбю»: 2017-18
- Чемпіон Данії (1):

«Брондбю»: 2020-21